# Cemitério Judaico de Flehingen
O Cemitério Judaico de Flehingen (em alemão:  Jüdischer Friedhof Flehingen) é um cemitério judaico em Flehingen, um bairro de Oberderdingen, distrito de Karksruhe. É tombado como monumento histórico.

## Descrição
Localizado em uma área de 3.935 m², na saída da localidade de Gochsheim em Kraichtal, distrito de Karlsruhe, em uma colina ao lado da Gochsheimer Straße, contendo 294 matzevas. O cemitério foi estabelecido em 1688 e o último sepultamento ocorreu em 1939. A mais antiga matzeva possível de ser datada é do ano 1709. No cemitério também foram sepultados judeus das comunidades judaicas de Bauerbach, Gochsheim e Eppingen.
Cinco matzevas da época de 1900 foram produzidas pelo escultor de Bretten Ludwig Christof Meffle.

## História
O cemitério da comunidade judaica de Flehinger foi estabelecido em 1688 e teve sua área diversas vezes aumentada, a última vez em 1926. Em 1939 ocorreu o último sepultamento. O cemitério foi vandalizado nos anos 1985 e 1986.